# GP Denain 1982
De 24e editie van de wielerwedstrijd GP Denain werd gehouden op 13 april 1982. De start en finish vonden plaats in Denain in het Franse Noorderdepartement. Op het podium stonden drie Belgen, Ronny Van Holen, Alain Desaever en Eddy Vanhaerens, waarvan de laatste won.

## Uitslag
| GP Denain 1982 |                      |                    |      |
| Plaats         | Naam                 | Ploeg              | tijd |
| Winnaar        | Eddy Vanhaerens      | Safir-Marc         |      |
| 2              | Alain Desaever       | Safir-Marc         |      |
| 3              | Ronny Van Holen      | Safir-Marc         |      |
| 4              | Pascal Jules         | Renault-Elf-Gitane |      |
| 5              | Marc Van Geel        | Safir-Marc         |      |
| 6              | Kim Andersen         | Coop-Mercier-Mavic |      |
| 7              | Eric Van De Perre    | Europ Decor        |      |
| 8              | Hubert Mathis        | Coop-Mercier-Mavic |      |
| 9              | Claes Göransson      | Coop-Mercier-Mavic |      |
| 10             | Philippe Poissonnier | Safir-Marc         |      |

1959 · 1960 · 1961 · 1962 · 1963 · 1964 · 1965 · 1966 · 1967 · 1968 · 1969 · 1970 · 1971 · 1972 · 1973 · 1974 · 1975 · 1976 · 1977 · 1978 · 1979 · 1980 · 1981 · 1982 · 1983 · 1984 · 1985 · 1986 · 1987 · 1988 · 1989 · 1990 · 1991 · 1992 · 1993 · 1994 · 1995 · 1996 · 1997 · 1998 · 1999 · 2000 · 2001 · 2002 · 2003 · 2004 · 2005 · 2006 · 2007 · 2008 · 2009 · 2010 · 2011 · 2012 · 2013 · 2014 · 2015 · 2016 · 2017 · 2018 · 2019 · 2020 · 2021 · 2022 · 2023 · 2024 · 2025